# Phillip Noyce
Phillip Noyce (Griffith, Nova Gales do Sul, Austrália, 29 de abril de 1950) é um cineasta australiano.

## Filmografia
- 1977 - Backroads
- 1978 - Newsfront
- 1982 - Heatwave
- 1987 - Echoes of Paradise
- 1989 - Dead Calm
- 1989 - Blind Fury
- 1992 - Patriot Games
- 1993 - Sliver
- 1994 - Clear and Present Danger
- 1997 - The Saint
- 1999 - The Bone Collector
- 2002 - Rabbit-Proof Fence
- 2002 - The Quiet American
- 2004 - Bem-Vindo a São Paulo (documentário, episódio Marca Zero)
- 2006 - Catch a Fire
- 2010 - Salt
- 2013 - Mary and Martha
- 2014 - O Doador De Memórias